# Jerusa Pires Ferreira
Jerusa de Carvalho Pires Ferreira (Feira de Santana, 1 de fevereiro de 1938 - Salvador, 21 de abril de 2019) foi uma ensaísta e professora de literatura e comunicação social brasileira. Seus trabalhos tratam da cultura popular, abrangendo temas diversos como literatura de cordel, literatura medieval, semiótica russa e memória.

## Biografia

### Carreira acadêmica
Jerusa Pires Ferreira começou sua carreira acadêmica em Salvador, Bahia, onde graduou-se em Letras e se tornou mestre em História Social pela Universidade Federal da Bahia. Sua dissertação Passo das águas mortas: cavalaria de cordel foi defendida em 1977, sob orientação de José Calasans Brandão da Silva. Emigrou para a cidade de São Paulo na década de 1980, doutorando-se em Sociologia pela Universidade de São Paulo, onde tornaria-se professora e livre-docente em Comunicação Social. Sua tese em Antropologia Social No metal da fala contou com a orientação de Ruy Galvão de Andrada Coelho.
Atuou professora convidada de inúmeras universidades estrangeiras como a Universidade de Moscou, de Calgary e de Ottawa, da Universidade Autônoma de Barcelona e Universidade Brown. Desde 1999 ministrava cursos regularmente na Universidade de Limoges, na França.
Por doze anos coordenou o Centro de Estudos da Oralidade na PUC-SP, onde organizou mais de dez colóquios e seminários internacionais. Era professora da instituição desde 1983. Anteriormente, entre 1967 e 1983 foi professora associada da Universidade Federal da Bahia.

### Contribuições
Como ensaísta e tradutora foi colaboradora da Folha de S.Paulo e da Revista da USP e contribuiu regularmente para coletâneas de livros e revistas nacionais e internacionais. As suas pesquisas abrangem importantes campos de investigação como oralidade, memória, cultura midiática, conto popular, literatura de cordel, novela de cavalaria entre outros temas que concernem à literatura, artes e comunicação. Em seu currículo constam 20 livros e mais de 180 artigos publicados. Entre suas obras mais conhecidas estão Armadilhas da Memória, Cavalaria em Cordel, O livro de São Cipriano e Matrizes Impressas do Oral.
Foi uma das principais divulgadoras no Brasil e no Canadá, da obra do medievalista suíço-canadense Paul Zumthor, dirigindo um projeto tradutório no Brasil que já conta com os livros A Letra e a Voz, Escritura e Nomadismo, Performance, Recepção e Leitura, além de uma coletânea em sua homenagem intitulada Oralidade em Tempo e Espaço, resultado de um colóquio que organizou na Pontifícia Universidade Católica de São Paulo. Coordenou a coleção Editando o Editor, da Editora da USP (EDUSP), que aborda o trabalho de editores como Jorge Zahar, Jacob Guinsburg, Ênio Silveira, entre outros. 
Foi uma grande estudiosa e difusora da obra do músico Elomar.

### Vida pessoal
Foi casada com o tradutor e professor Boris Schnaiderman, falecido em 2016.
Faleceu no domingo de Páscoa de 21 de abril de 2019, depois de perder a batalha para o câncer.

## Obra Selecionada
- 2019 - Leituras Imediatas (obra póstuma).[10]
- 2014 - Matrizes Impressas do Oral: conto russo no sertão.[11][12]
- 2010 - Cultura das Bordas: edição, comunicação e leitura.[11]
- 2004 - Armadilhas da Memória e Outros Ensaios.[13]
- 1995 - Fausto no Horizonte.[11]
- 1992 - O livro de São Cipriano, ganhador do prêmio Jabuti de 1993.[11]
- 1979 - Cavalaria em Cordel: o passo das águas mortas.[1]

## Prêmios
- 1993 - 35º Prêmio Jabuti de Literatura, categoria Estudos Literários (ensaios) - O Livro de São Cipriano.[14]